# Тутиги
Тути́ги (рос. Тутыги) — присілок у складі Юр'янського району Кіровської області, Росія. Входить до складу Івановського сільського поселення.
Населення становить 9 осіб (2010, 20 у 2002).
Національний склад станом на 2002 рік — росіяни 100 %.